# 王台
王台（? - 1582年）、本名「萬」(ᠸᠠᠨ, Wan)、ナラ（那拉）氏、塔山左衛都督・克什納の長子・徹徹穆の子で、ハダ（哈達）部の首長で王忠の甥。万汗（ᠸᠠᠨ ᡥᠠᠨ, Wan han）とも言われている。
早期は綏哈城に住んでいた。王忠は開原靖安堡外に住んでいたが、部下の謀叛により殺害された。王忠の子・博爾坤舎進は父の仇を取り、従兄にあたる萬を綏哈城からハダ部落へ迎えた。ハダ部に来た萬は13寨を領知し、ベイレを継承した。その後、萬は遠国との交流を維持しながら近隣周辺国に進攻し、ハダ部勢力は徐々に強大化させ、女真諸部を統一するに至った。史料に拠れば、当時イェヘ（葉赫）、ウラ（烏拉）、ホイファ（輝発）および建州女真の属する渾河部落が尽くハダに服従し、領土は千余里に及んだという。萬はそこでハダ国を建て、自らハン(汗)を称した。清興祖・福満の三子・索長阿は子・呉泰に萬の娘を娶らせ、萬と姻戚関係を結んだ。建州右衛都指揮使・王杲と蒙古図們汗は互いに策応したが、萬はその間に割って入り聯合を阻止した。これにより明朝から都督に封じられた。
万暦2年（1574年）、王杲を捕縛し、京師に身柄を送検した。明朝は萬を右柱国に冊封し、龍虎将軍に任命、二子を都督僉事に任命し、黄金20両と大紅獅子紵衣を一襲(ｶｻﾈ)授与した。萬はイェヘ部の清佳砮、楊吉砮と関係を深め、楊吉砮に自らの娘を嫁がせ、楊吉砮の妹・温姐を娶った。
晚年の萬は生活が乱れ、耐え兼ねた庶民がイェヘ部に逃げ込むことも屡々起り、国勢は愈々衰えた。楊吉砮はウラ部と萬の長子・扈爾干を抱き込み、季勒を含む8寨を奪取した。万暦10年（1582年）7月、病により萬死去。明朝は萬の忠誠を評価し祭祀を行い、彩幣と四表里を与えた。
萬の死後、長子・扈爾干が即位した。弟の康古魯は服せず、両者で血みどろの争いが繰り広げられたが、康古魯がイェヘ部に逃亡し収束した。

## 参考資料
- 『清史稿』「卷223-列傳10」趙爾巽, 他100余名